# Rabbi Levi (cràter)
Rabbi Levi és un cràter d'impacte que es troba entre les accidentades terres altes de la part sud-est de la cara visible de la Lluna. Diversos cràters notables es troben a prop, incloent a Zagut just a nord-nord-oest, Riccius fortament desfigurat a sud-est, i Lindenau al nord-est, al costat de Zagut.

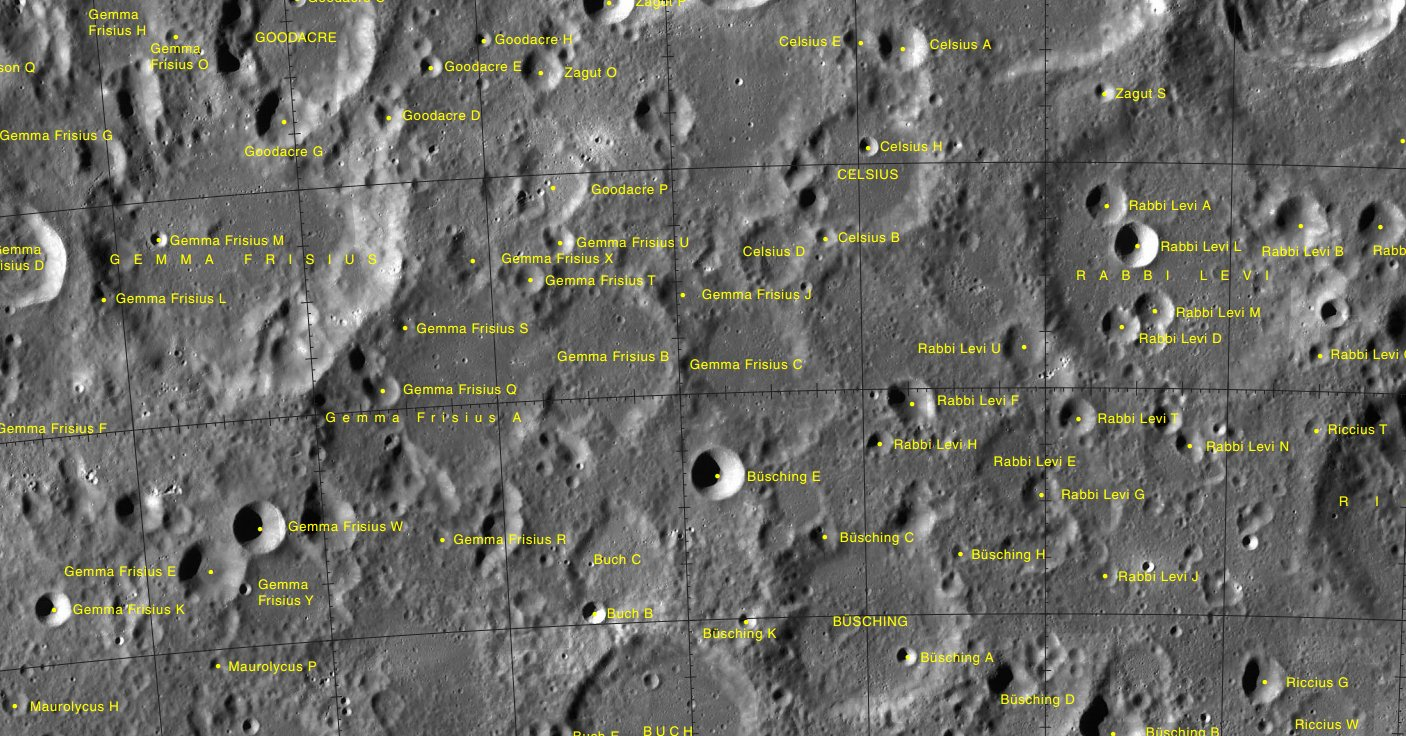
Localització de Rabbi Levi (superior dreta de la imatge)
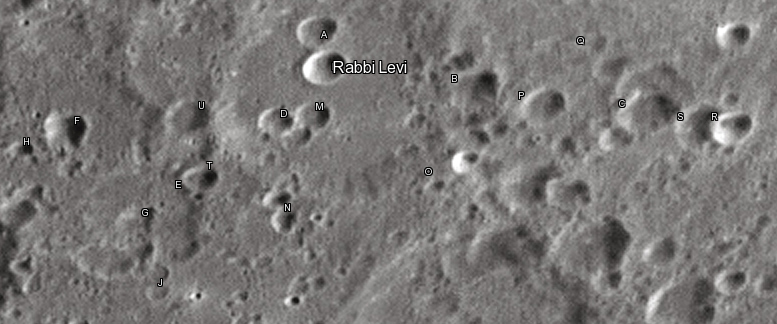
Cràters satèl·lit
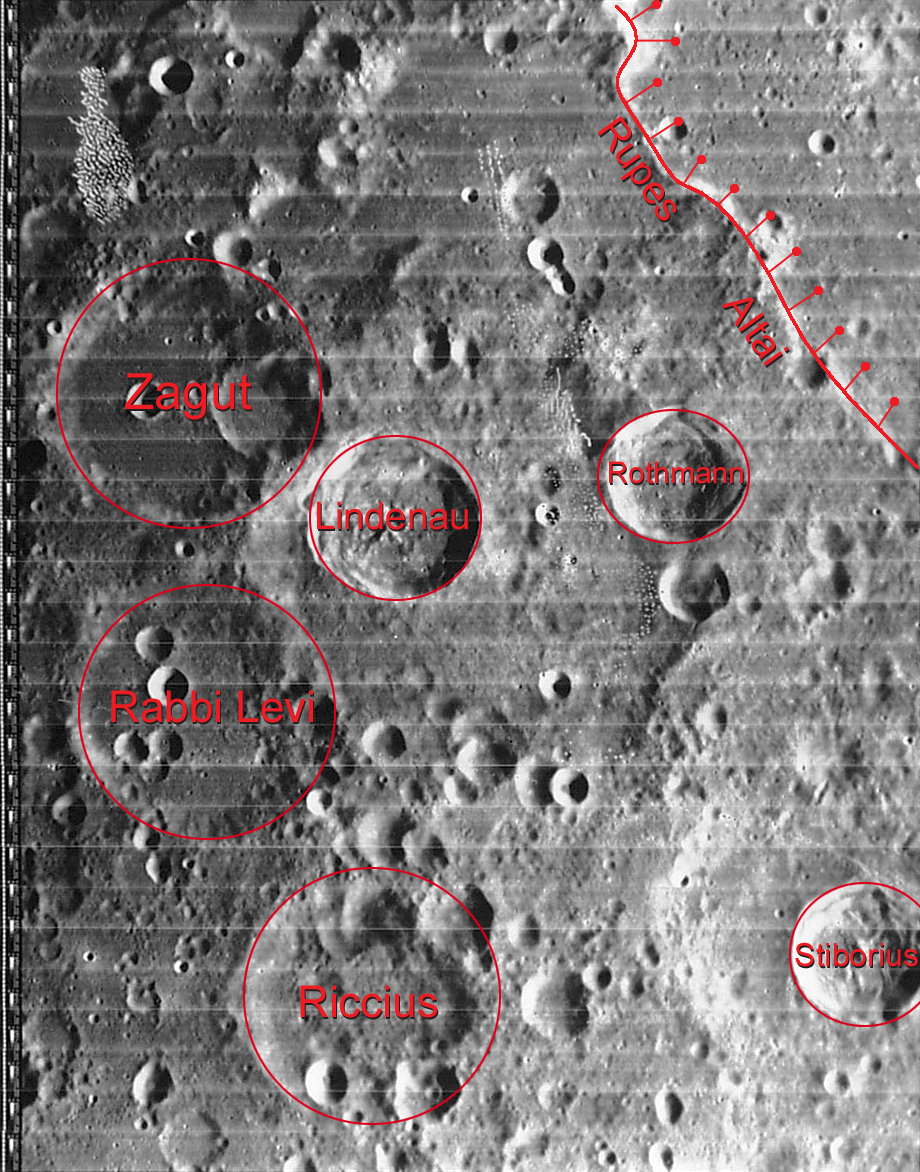
Rodalies de Rabbi Levi. Fotografia de la missió Lunar Orbiter 4

Es tracta d'una formació de cràters fortament desgastada i erosionada, amb diversos cràters més petits situats sobre la vora incís i al llarg del sòl interior. Un grup d'aquests cràters forma un raïm a la part occidental de la plataforma interior, format pels cràters satèl·lit A, L, M i D, així com per cràters menors que s'alineen cap al sud-sud-est. El major d'aquests cràters és Rabbi Levi L, un impacte amb forma de bol just al nord-oest del punt mig. La resta del sòl és relativament pla i pràcticament sense trets destacables. Els grups de cràters també s'estenen a través de les seccions oriental i sud-oest de la vora.
Unit al nord-est apareix el romanent d'una antiga formació que s'introdueix en Rabbi Levi, produint una secció recta de la vora en aquesta zona. Aquesta formació anònima ha estat gairebé completament esborrada, i està recoberta al nord-oest per Lindenau, i al llarg de la banda nord-est exterior per Rothmann.
El cràter porta el nom de l'erudit jueu medieval Gersònides.

## Cràters satèl·lit
Per convenció aquests elements són identificats en els mapes lunars posant la lletra en el costat del punt central del cràter que està més proper a Rabbi Levi.
| Rabbi Levi | Coordenades                          | Diàmetre |
| ---------- | ------------------------------------ | -------- |
| A          | 34° 18′ S, 22° 42′ E / 34.3°S,22.7°E | 12 km    |
| B          | 34° 30′ S, 24° 48′ E / 34.5°S,24.8°E | 13 km    |
| C          | 34° 18′ S, 27° 00′ E / 34.3°S,27.0°E | 20 km    |
| D          | 35° 24′ S, 22° 48′ E / 35.4°S,22.8°E | 10 km    |
| E          | 36° 42′ S, 22° 06′ E / 36.7°S,22.1°E | 35 km    |
| F          | 36° 00′ S, 20° 30′ E / 36.0°S,20.5°E | 12 km    |
| G          | 36° 54′ S, 22° 00′ E / 36.9°S,22.0°E | 12 km    |
| H          | 36° 24′ S, 20° 12′ E / 36.4°S,20.2°E | 8 km     |
| J          | 37° 36′ S, 22° 42′ E / 37.6°S,22.7°E | 7 km     |
| L          | 34° 42′ S, 23° 00′ E / 34.7°S,23.0°E | 13 km    |
| M          | 35° 12′ S, 23° 12′ E / 35.2°S,23.2°E | 11 km    |
| N          | 36° 24′ S, 23° 42′ E / 36.4°S,23.7°E | 8 km     |
| O          | 35° 42′ S, 25° 06′ E / 35.7°S,25.1°E | 7 km     |
| P          | 34° 30′ S, 25° 48′ E / 34.5°S,25.8°E | 15 km    |
| Q          | 33° 42′ S, 25° 48′ E / 33.7°S,25.8°E | 6 km     |
| R          | 33° 36′ S, 28° 12′ E / 33.6°S,28.2°E | 12 km    |
| S          | 34° 12′ S, 27° 30′ E / 34.2°S,27.5°E | 14 km    |
| T          | 36° 12′ S, 22° 24′ E / 36.2°S,22.4°E | 10 km    |
| U          | 35° 36′ S, 21° 54′ E / 35.6°S,21.9°E | 14 km    |